# Distretto di Sobrance
Il distretto di Sobrance (okres Sobrance) è un distretto della regione di Košice, nella Slovacchia orientale. Fino al 1918, il distretto era per la maggior parte appartenente alla contea ungherese di Ung, tranne l'area intorno ai comuni di Ruský Hrabovec, Ruská Bystrá e Inovce, che facevano parte della contea di Zemplín.

## Geografia antropica
Il distretto è composto da 1 città e 46 comuni:

### Città
- Sobrance

### Comuni
- Baškovce
- Beňatina
- Bežovce
- Blatná Polianka
- Blatné Remety
- Blatné Revištia
- Bunkovce
- Choňkovce
- Fekišovce
- Hlivištia
- Horňa
- Husák
- Inovce
- Jasenov
- Jenkovce
- Kolibabovce

- Koňuš
- Koromľa
- Krčava
- Kristy
- Lekárovce
- Nižná Rybnica
- Nižné Nemecké
- Orechová
- Ostrov
- Petrovce
- Pinkovce
- Podhoroď
- Porostov
- Porúbka
- Priekopa

- Remetské Hámre
- Ruská Bystrá
- Ruskovce
- Ruský Hrabovec
- Sejkov
- Svätuš
- Tašuľa
- Tibava
- Úbrež
- Veľké Revištia
- Vojnatina
- Vyšná Rybnica
- Vyšné Nemecké
- Vyšné Remety
- Záhor